# Stitswerderwoldpolder
De Stitswerderwoldpolder is een voormalig waterschap in de Nederlandse provincie Groningen.
De polder was gelegen ten noorden van Stitswerd, en was omgeven door het Koksmaar in het noorden, de Jacob Tilbusscherweg en de Knolweg in het oosten, het Stitswerdermaar in het zuiden en het Usquerdermaar in het westen. De (niet ingetekende) molen van het schap stond aan het Koksmaar.
Waterstaatkundig gezien ligt het gebied sinds 1995 binnen dat van het waterschap Noorderzijlvest.